# Yuri Foreman
Yuri Foreman (hebreo: יורי פורמן; Gómel, 5 de agosto de 1980) es un boxeador israelí que obtuvo el título de WBA super welterweight desde 2009 a 2010. Actualmente suele pelear en Brooklyn, Nueva York.

## Biografía
Nació en Gómel (Bielorrusia), en lo que por ese momento era parte de la extinta Unión Soviética. Empezó en la natación, pero su madre le inscribió en clases de boxeo con siete años después de haber sufrido en su colegio acoso y paliza. A los nueve años, emigró con su familia a Israel, donde el boxeo no era un deporte popular y había muy pocos gimnasios de boxeo así que empezó a entrenar en un gimnasio árabe.
En Israel se convirtió en boxeador amateur ganando hasta tres campeonatos nacionales de boxeo. En 1999 se trasladó a Brooklyn. Él declaró que se fue a Estados Unidos únicamente para cumplir su sueño de ser boxeador profesional ya que en Israel no veía que fuera a tener esa oportunidad. Su primer trabajo allí fue en una tienda de ropa en Manhattan donde se dedicaba a entregar pedidos y a limpiar el suelo de la tienda en la que trabajaba.
Al mismo tiempo, empezó a entrenar en el gimnasio Gleason en Brooklyn, donde conoció a su futura esposa, Leyla Leidecker, una  modelo y boxeador amateur húngara.

## Carrera amateur
En su carrera como amateur Foreman logró ganar en Israel tres campeonatos nacionales, Después, en Nueva York, en el 2000 perdió los Guantes de Oro en la final. Pero, al final, en el 2001 se consiguió alzar con ese título. Terminó su carrera amateur con un balance de 75-5.

## Carrera profesional
Al principio de la carrera profesional de Foreman, su equipo de gestión, no le conseguían buenos combates por lo que no empezó con mucho éxito. Por esa razón Foreman tuvo problemas económicos. Alrededor de 2004 se reunió con Murray Wilson quien acabó siendo su representante.
Light middleweight
El 3 de junio de 2006,  Foreman venció a Jesús Felipe Valverde, pero se rompió los ligamentos en su mano izquierda en el combate. Su próxima pelea fue programada el 9 de junio de 2007 frente a  Anthony Thompson (23 (17 KOs) -2-0 ) de Filadelfia en el Madison Square Garden en la cartelera del combate Miguel Cotto - Zab Judah.  Antes de la pelea, Foreman cambió sus campos de entrenamiento de gimnasio Gleason en Brooklyn al gimnasio de Joe Grier en Paterson, Nueva Jersey. Foreman ganó un 10 asaltos tácticos decisión dividida, con las puntuaciones 97-93 y 96-94 para Foreman, y 96-94 para Thompson.  En septiembre de 2007, fue clasificado como el mejor peso wélter (67 kg o 147 libras)  por la Asociación Mundial de Boxeo. 
En diciembre de 2007,  Foreman ganó por decisión en 10 asaltos dividida a Andrey Tsurkan (25-3, 16 KOs), 
En abril de 2008 venció a Saúl Román (28-4-0) en una decisión unánime. Mientras que el entrenamiento para la pelea, él en esa época también estaba estudiando para ser rabino.  En octubre de 2008, derrotó a Vinroy Barrett (22-7, 11 KOs) de Kingston, Jamaica en el Hopkins-Pavlik cartelera.
Foreman fue derrotado por James Moore (16-1, 10 KOs), en una decisión unánime de 10 asaltos por el título de la NABF  en el Boardwalk Hall en Atlantic City el 13 de diciembre de 2008. En las cinco salidas que conducen a la lucha Moore, Foreman ganó las decisiones  con un registro acumulativo de 118-17-2. 
AMB súper welter
El 14 de noviembre de 2009,  Foreman venció a Daniel Santos por decisión unánime en 12 asaltos para convertirse en el nuevo campeón de la AMB peso superwélter y el primer campeón de la AMB de Israel. También se convirtió en el primer campeón mundial de boxeo de Israel. A principios de enero de 2010 Foreman inició conversaciones con Bob Arum para organizar por sí mismo y filipina boxeador de siete divisiones campeón mundial Manny Pacquiao, para hacer el 13 de marzo de 2010. Sin embargo, Pacquiao rechazó la oferta.

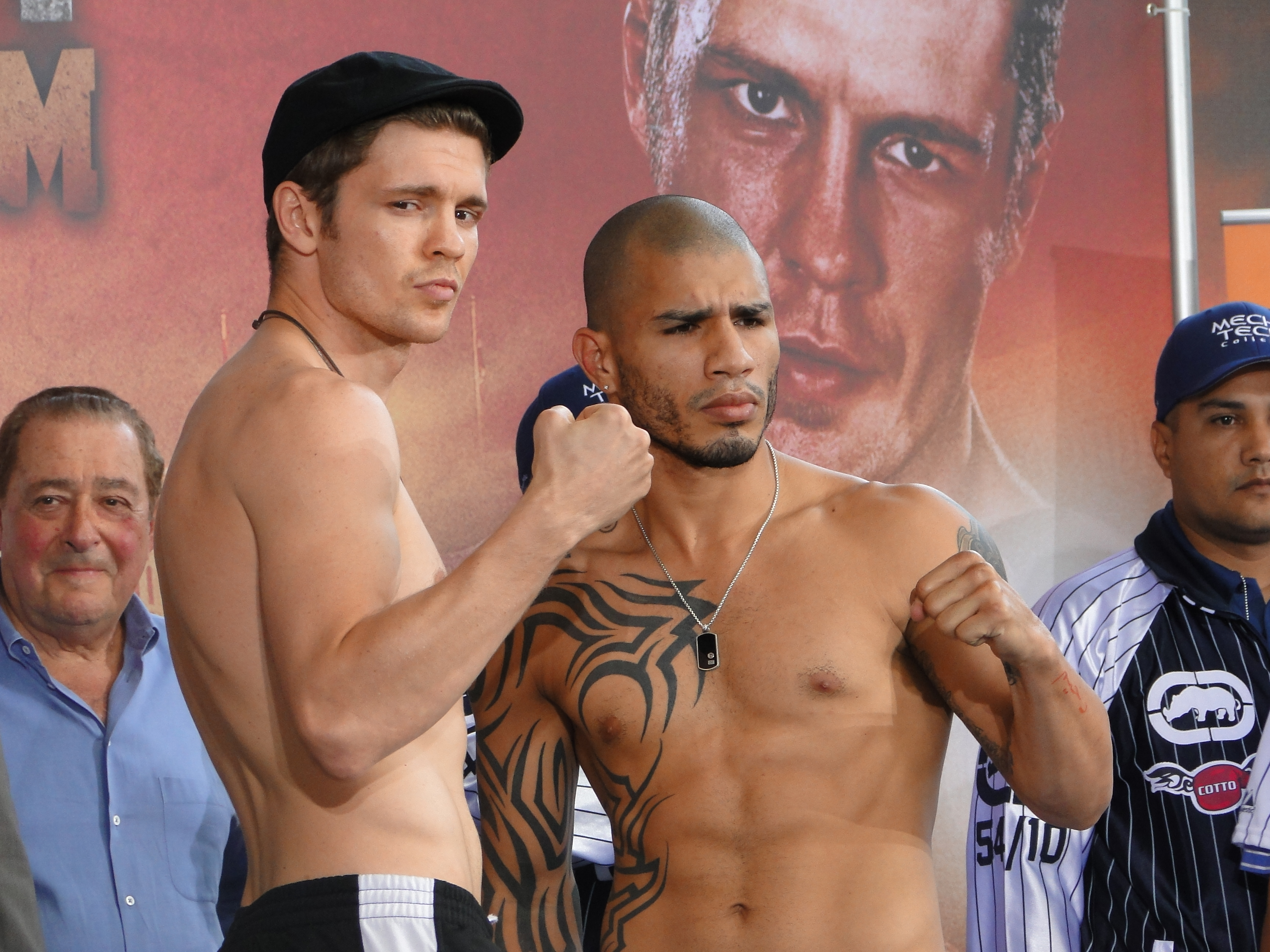
Foreman y Cotto antes de su combate

Foreman luchó contra Miguel Cotto, el 5 de junio de 2010, la primera pelea que tuvo lugar en el nuevo estadio de los Yankees. Foreman bajó por un resbalón en el 7º round, cuando la rodilla derecha estaba ya casi rota, se puso de nuevo en pie y continuó luchando a pesar de su fuertes dolores de rodilla. Después de un poco más de las caídas de la rodilla dando a cabo y Cotto empezando a tierra, el entrenador de Foreman, Joe Grier tiró la toalla a medio camino a través de la 8ª ronda. Cotto y Foreman se abrazaron, pensando que todo había terminado. La sensación era que Foreman estaba en peligro si seguía, sin embargo, el árbitro Arthur Mercante Jr. le preguntó si quería continuar, y lo hizo. Mientras que la multitud no estaba segura de lo que estaba ocurriendo. Después de un retraso de un par de minutos, la pelea se reanudó con aproximadamente la mitad de la ronda restante. Cotto conectó un gancho de izquierda al cuerpo y Foreman bajó 42 segundos en la ronda 9 y Mercante detuvo el combate. En las entrevistas después de la pelea, Cotto dijo "Estaba trabajando en una pierna, pero todavía siguió luchando." 
Cuando se le preguntó por qué él continuó después de lesionarse la pierna, Foreman dijo: "Soy un campeón del mundo - ahora ex campeón del mundo - ... Un campeón del mundo tiene que seguir luchando." Una semana después de la lucha, Foreman se sometió a una cirugía en la rodilla derecha para reparar un desgarrado ligamento cruzado anterior y del menisco y para quitar el cartílago desgarrado en torno a su articulación de la rodilla. La lesión que se produjo cuando tenía 15 años de edad, se agravó durante el combate. Capataz fue informado por los médicos para el despegue por un año, pero era el boxeo de nuevo nueve meses más tarde. El 2 de marzo de 2011, se enfrentó  boxeador polaco Pawel Wolak de peso medio ligero , y perdió. [14] Poco después de la pelea, Foreman dijo que no estaba seguro de si iba a continuar la lucha o retirarse. [15]
Después de una ausencia de 22 meses, Foreman fue victorioso en su regreso al ring en el Broadway Boxing de Lou DiBella en el BB Kings en Manhattan, Nueva York el 23 de enero de 2013. Yuri ganó el combate en 6 asaltos por decisión unánime. El 4 de abril de 2013, de nuevo capataz salió victorioso al ganar un combate a seis asaltos. Derrotó Gundrick Rey por decisión unánime en la división de peso mediano junior en el Roseland Ballroom en Nueva York.

## Herencia judía y estudios rabínicos
Foreman, "El primer JudÍo ortodoxo en poseer un título mundial desde que Barney Ross llevó dos campeonatos de división en 1935", es uno de los tres mejores boxeadores judíos contemporáneos. Los otros son Dmitry Salita (30-1-1), un peso wélter junior, y el peso pesado Greenberg Romano (27-1-0). 
En la entrevista posterior a la pelea de su victoria de diciembre de 2007 con respecto Andrey Tsurkan, Foreman levantó las manos y deseó que la audiencia televisiva un feliz Janucá. Foreman, que lleva una estrella de David en su traje de boxeo, es un aspirante a rabino. "El boxeo es a veces espiritual en tu propio camino", dijo. "Tienes los desafíos físicos y mentales en el boxeo, al igual que usted tiene un montón de desafíos en la exploración de los diferentes niveles del judaísmo. Son cosas diferentes pero lo mismo."
Foreman se dedicaba a sus estudios del Talmud y la mística judía de la mañana, los trenes para el boxeo por la tarde y asistía a clases rabínicas dos veces por semana en el Instituto IYYUN, un centro de educación judía en Gowanus. "Yuri es un estudiante muy bueno", dijo el rabino Dov Ber Pinson, un autor y conferenciante que es el maestro de Foreman. "La mayoría de la gente (en la clase) que se enteran de que él es un boxeador se sorprenden. No tiene esa personalidad, al menos en la percepción de lo que un boxeador es. Él no es el chico rudo en el bloque. Es un, dulce niño de trato fácil."
Foreman está actualmente estudiando en la Brooklyn yeshiva, y se está preparando para ser ordenado como un ortodoxo rabino. Él ha declarado que tiene la intención de regresar a Israel y servir como rabino allí, y de vez en cuando salir de Israel.

## Televisión y Cine
Foreman ha aparecido numerosas veces en peleas televisadas a nivel nacional en ESPN, Showtime, HBO y Versus, y en programas de televisión tales como Vivo Jimmy Kimmel!. Apareció en la película Fighting, protagonizada por Channing Tatum y Terrence Howard.